# Grayshift
Grayshift是一家美国移动设备取证公司，该公司生产一款名为GrayKey的设备来破解iPhone、iPad和Android设备。
Grayshift由David Miles、Braden Thomas、Justin Fisher和Sean Larsson共同创立。该公司由私人投资者PeakEquity Partners C&B Capital资助。

## GrayKey
Grayshift的产品GrayKey已被联邦调查局以及美国、英国和加拿大当地的警察部队使用。加拿大警察部队要求针对每一部手机的破解都需获得司法授权方可进行。根据预测，GrayKey在多达30个国家/地区得到使用
跟据媒体报道，GrayKey的成本为每份15000美元至30000美元，具体取决于所选的功能选项。目前有上千家机构使用GrayKey该设备是一个灰色盒子，尺寸为4英寸*4英寸*2英寸，配有两根Lightning数据线。破解iPhone密码的时间为几分钟到几个小时，具体取决于密码的长度。因此，GrayKey有可能在禁用密码输入次数限制后执行蛮力攻击来破解设备。
据报道，GrayKey运行iOS 9及更高版本的iPhone提供支持。蘋果公司修改了iOS，使得外部设备的连接必须在iPhone解锁后得到iPhone所有者的授权。在较新的iPhone型号上可能只会提取到未加密的文件和一些元数据，而对于较早的版本，完整的数据提取（例如解密加密文件）是可能的。
2018年，有黑客获得了GrayKey源代码，并在泄露部分代码后试图向Grayshift勒索2个比特币。
Grayshift在2021年初发布了支持Android的GrayKey。